# Ḱ
Ḱ یا K ِاکسان اگودار یک نویسهٔ لاتین است. از این حرف برای نویسه‌گردانی حرف سیریلیک مقدونی کیه به لاتین استفاده می‌کنند. همچنین در نگارش گویش سانیچ از آن در جایگاه آوای /qʷ/ برهره‌برده‌اند. کاربرد دیگر آن نشان‌دادن آوای /kʲ/ در زبان نیاهندواروپایی است.

## منبع
Wikipedia contributors, "Ḱ," Wikipedia, The Free Encyclopedia, http://en.wikipedia.org/w/index.php?title=%E1%B8%B0&oldid=584412661 (accessed July 7, 2014). 